# 5513 Юкіо
5513 Юкіо (5513 Yukio) — астероїд головного поясу, відкритий 27 листопада 1988 року.
Тіссеранів параметр щодо Юпітера — 3,655.
Названо на честь астронома-аматора Юкіо (яп. ゆきお(幸夫)).